# Ogród botaniczny w Glasgow

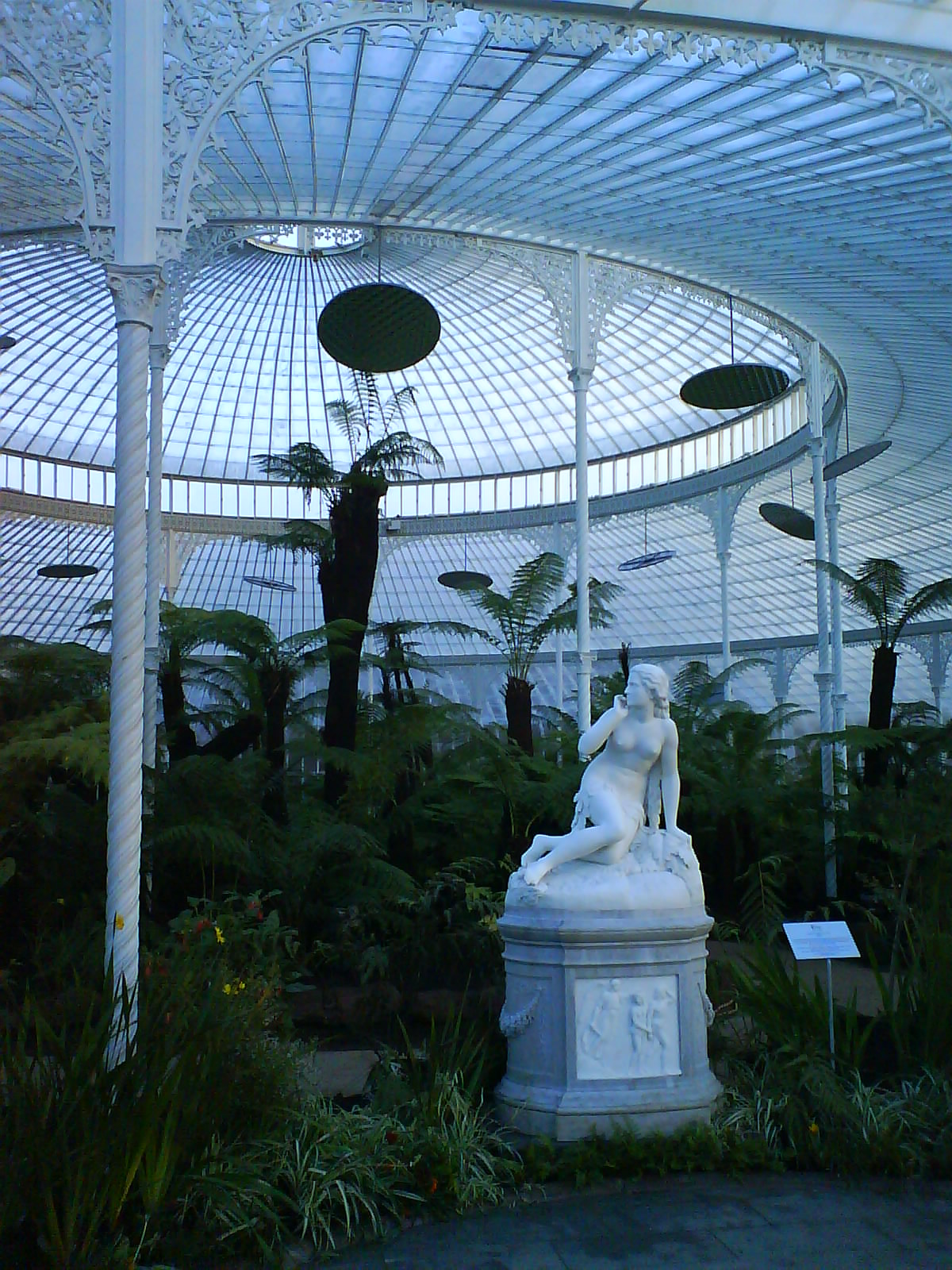
Wnętrze pałacu Kibble

Ogród botaniczny w Glasgow (ang. Glasgow Botanic Gardens) położony jest w zachodniej części Glasgow w Szkocji i jest dużym parkiem udostępnionym do zwiedzania z kilkoma szklarniami.
Ogród utworzony został w 1817 i przez Królewski Instytut botaniczny w Glasgow (ang. Royal Botanic Institution of Glasgow) i był projektowany z myślą o miejscowym uniwersytecie.
Profesor botaniki William Hooker na Uniwersytecie w Glasgow przyczynił się do rozwoju tego miejsca przed jego nominacją do kierownictwa Kew Gardens w Londynie. Pierwotnie ogród ten używany był jako miejsce koncertów i spotkań plenerowych.
Najbardziej godnym uwagi jest Kibble Palace z końca XIX wieku. Szkielet konstrukcji wykonany jest z żelaza i stanowi podstawę szklarni o powierzchni 2137 m².
Całość zaprojektował John Kibble w 1873, przez 7 lat od otwarcia odbywały się tu różnego rodzaju wydarzenia kulturalne aż do roku 1880 kiedy to przeznaczono budynek wyłącznie do ekspozycji roślin.
Strukturą budynku są kute, żelazne kratownice pokryte przezroczystym szkłem. Całość podparta jest przez belki nośne spoczywające na kolumnach, zwieńczonych motywami kwiatowymi. Pałac użyty jest do uprawy wymagających roślin. Główna grupa to Australijskie drzewa paprociowe, niektóre z nich mają już 120 lat.
W 2004 zainicjowany został program konserwacji pałacu, gdyż żelazna konstrukcja była w znacznej mierze skorodowana
Konserwacja przewidywała kompletną rozbiórkę Pałacu i usunięcia części aż do fundamentów, Zbiór roślin na czas remontu przeniesiono do Shafton w South Yorkshire. Odbudowany pałac został otwarty już w 2006 roku. Łączny koszt renowacji wyniósł 7 milionów funtów.